# Rajella caudaspinosa
Rajella caudaspinosa es una especie de pez de la familia de los Rajidae en el orden de los Rajiformes.

## Morfología
Los machos pueden llegar a alcanzar los 32 cm de longitud total.

## Reproducción
Es ovíparo y las hembras ponen huevos envueltos en una cápsula córnea.

## Alimentación
ComeMysidacea y poliquetos.

## Hábitat
Es un pez de mar y de aguas profundas que vive entre 310 y 718 m de profundidad.

## Distribución geográfica
Se encuentra en el océano Atlántico suroriental: desde Lüderitz (Namibia) hasta Sudáfrica. 

## Observaciones
Es inofensivo para los humanos. 